# Mimetus saetosus
Espèce
Mimetus saetosus est une espèce d'araignées aranéomorphes de la famille des Mimetidae.

## Distribution
Cette espèce est endémique du Panama.

## Description
La femelle holotype mesure 3,71 mm.

## Publication originale
- Chickering, 1956 : Three new species of Mimetidae (Araneae) from Panama. Breviora, no 57, p. 1-14 (texte intégral).